# Adula oja
Adula oja (Adulaån, ibland även kallad Piduli oja) är ett vattendrag i landskapet Viljandimaa i centrala Estland. Ån är 10 km lång.
Det är ett nordligt vänsterbiflöde till Tänassilma jõgi som mynnar i sjön Võrtsjärv och den ingår därmed Narvaflodens avrinningsområde. Källan är sjön Parika järv i Suure-Jaani kommun. Den rinner söderut genom Kolga-Jaani kommun och sammanflödar med Tänassilma jõgi i Viljandi kommun.